# Colonización escocesa de América

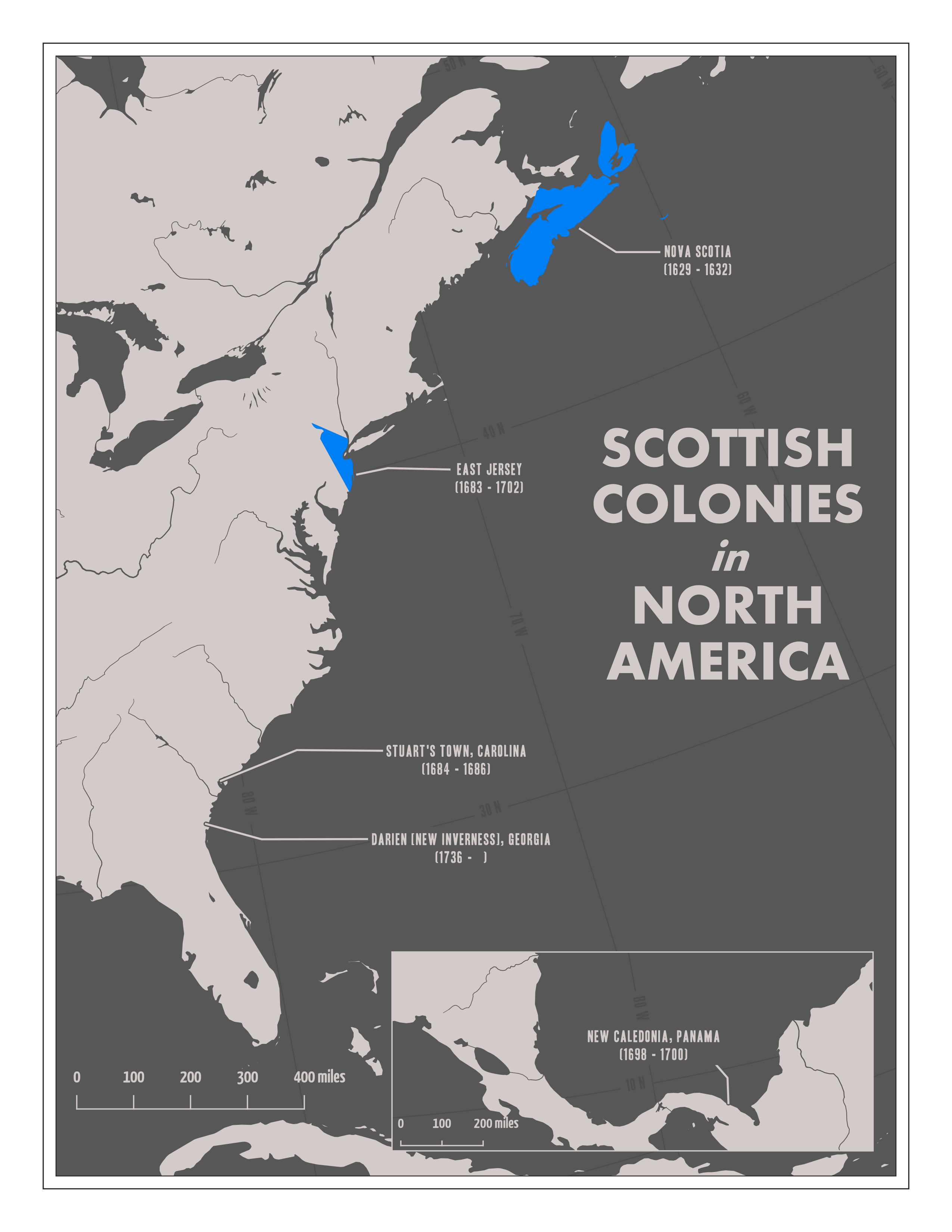
Mapa de la colonización escocesa de América.

La colonización escocesa de América consistió en un cierto número de establecimientos fundados por escoceses en América del Norte, de una colonia en el Darién, en Panamá, y de algunas otras implantaciones completa o mayoritariamente escocesas creadas después del Acta de Unión de 1707 entre Escocia e Inglaterra, (Cabe destacar que en este entonces Gales ya estaba incluida en el Reino de Inglaterra).

## Expedición a Vinland (c. 1010)
Se afirma en la saga islandesa de Erik el Rojo que una expedición a Vinland dirigida por Thorfinn Karlsefni tuvo dos esclavos de Escocia - un hombre llamado Haki y una mujer llamada Hekja - junto con ellos. La pareja se quedó allí toda la noche, para comprobar si la zona era segura para el asentamiento. Sobrevivieron, y una aldea nórdica se estableció.

## Nueva Escocia (1621)
Aunque se presume que Henry Sinclair, primer conde de las Orcadas, un noble escocés, exploró Norteamérica en el siglo XV, el primer establecimiento escocés documentado en ese continente se encuentra en la Nueva Escocia en 1621. El 29 de septiembre de 1621, Jaime VI de Escocia otorga la carta fundacional para una ciudad a sir William Alexander, partiendo en 1622 los primeros colonos hacia la nueva colonia. El establecimiento fracasa, y tan solo habrá un establecimiento permanente en 1629. Legalmente, la carta fundacional de la colonia establece que Nueva Escocia (definida como todas las tierras ubicadas entre Terranova y Nueva Inglaterra), formaba parte de Escocia. Más tarde este hecho será utilizado para intentar eludir la aplicación de leyes inglesas.
Teniendo dificultades para encontrar un número suficiente de inmigrantes cualificados, Jaime VI creó un nuevo orden de baronnet en 1624: la admisión a esta orden se lograba bien por el envío de 6 trabajadores manuales o artesanos suficientemente armados, vestidos y aprovisionados para dos años, a Nueva Escocia, o bien pagando la suma de 3.000 merks a William Alexander. Durante seis meses, nadie aprovecha la oportunidad, hasta que Jaime VI obligó a un hombre a hacerlo. En 1627 se libraron varios títulos de baronnets y, consiguientemente, más colonos para la Nueva Escocia.
Sin embargo, ese mismo año de 1627 estalló la guerra entre Francia e Inglaterra, y los franceses restablecieron su presencia en el punto de Port Royal, donde ya había habido un establecimiento francés en 1604. Más tarde, igualmente en 1627, una fuerza militar escocesa e inglesa destruyó la colonia, obligando por la fuerza a los colonos franceses a partir de allí. El primer establecimiento escocés en Port Royal estuvo habitado ya desde 1629, pero no duró demasiado tiempo. En 1631, en el reinado de Carlos I de Inglaterra, se firmó el Tratado de Suza, una de cuyas cláusulas establecía que Nueva Escocia pasaba a manos de Francia. Con motivo de ello, los escoceses tuvieron que abandonar su pequeña colonia.

## Cap Breton (1625)
En 1625, Jacobo VI de Escocia otorga una carta puebla para la fundación de una colonia en la isla de Cabo Bretón, llamada Nueva Galloway, pero el lugar no sería nunca ocupado por los escoceses, probablemente debido a los problemas provocados por la colonización de Nueva Escocia.

## East New Jersey (1683)
El 23 de noviembre de 1683, Carlos II de Inglaterra concede una carta para la colonia de Nueva Jersey para 24 propietarios, 12 de los cuales son escoceses. La colonia debía dividirse entre un establecimiento inglés en el West Jersey y otro, escocés, en el East Jersey. El líder de los escoceses era Robert Barclay, un cuáquero eminente, que fue además el primer gobernador de East Jersey.
Aunque los cuáqueros fuesen una fuerza importante (que incluía a todos los propietarios de East Jersey), la colonia se había diseñado en tanto que proyecto nacional, y no religioso, especialmente debido a la persecución del estamento oficial sobre los cuáqueros en los años 1660 y 1670.
Aproximadamente 700 escoceses, fundamentalmente procedentes de Aberdeen y de Montrose, emigraron hacia East Jersey en los años 1680, la mitad de ellos como trabajadores no libres. El flujo migratorio se incrementó a partir de 1685, pero forzado esta vez, con la llegada de los Covenanters. Estos estaban originariamente destinados a ser trabajadores no libres, pero los tribunales los declararon hombres libres, debido a que no se habían alistado voluntariamente. El ritmo inmigratorio se ralentizó en los años 1690, con motivo de la oposición del rey Guillermo III respecto de los propietarios leales a Jacobo II de Inglaterra; y no mejorará hasta los años 1720.
Los primeros inmigrantes eran cuáqueros, episcopalianos y presbiterianos; el Presbiterianismo pasó a ser la religión dominante en la colonia en los años 1730. Todos los gobernadores de East Jersey, hasta 1697, fueron de origen escocés, y los escoceses han conservado una gran influencia en la política y el comercio incluso después de 1702, cuando los dos Jersey fueron fusionados para formar una única colonia real.

## Stuarts Town (1684)
Aunque la Colonia Carolina era una colonia inglesa desde los años 1680, sir John Cochran de Ochiltree y sir George Campbell de Cessnock negociaron la compra de dos de los condados con la finalidad de colonizarla con escoceses. Con el apoyo de Anthony Ashley-Cooper, primer conde de Shaftesbury (el líder de los propietarios de Carolina), dichos condados se destinaban a ser un refugio de los Covenanter, ya que estos escoceses tenían una garantía de libertad de conciencia y de autonomía, que se extendía desde Charles Town (hoy en día Charleston) hasta los dominios españoles.
En 1684, llegaron 148 colonos escoceses para construir en un lugar anteriormente ocupado por establecimientos franceses y españoles, la moderna Port Royal, rebautizada como Stuarts Town (Ciudad de los Estuardo).
Una vez instalados allí, hubo frecuentes conflictos en Charles Town con los amerindios, aliados de los españoles, y con los ingleses, que pretendían reivindicar su autoridad superior a la de los escoceses, al igual que su derecho al comercio con los indios. Los escoceses organizaron frecuentes incursiones contra los indios, así como contra la misión española de Santa Catalina, y armaban y animaban a los indios con los que tenían contacto por motivos de comercio para que atacasen directamente a los españoles. En 1686, los españoles respondieron enviando tres barcos para atacar Stuarts Town con 150 hombres, junto con sus aliados indios. Por causa de una reciente epidemia, los escoceses únicamente disponían de 25 hombres en estado de participar en la defensa del lugar, y la ciudad cayó en manos de los españoles. No hubo ninguna represalia por parte de los ingleses; habían sido advertidos por los propietarios para que no interfiriesen.

## Nueva Caledonia (1698)

Bandera de la Compañía Escocesa para el comercio con África y las Indias (1698).

El Proyecto Darién es probablemente la tentativa colonial escocesa más conocida, siendo igualmente la más desastrosa. En 1695, un acta del Parlamento de Escocia funda la The Company of Scotland Trading to Africa and the Indie (Compañía de Escocia para el comercio con África y las Indias); un acta que recibió la sanción regia del rey Guillermo III de Inglaterra, pero en tanto que rey Guillermo II de Escocia. Esta acta concedía a la compañía un monopolio con una duración de 31 años para el comercio con África y Asia, autorizándola para armar y equipar navíos y para establecer colonias en las zonas deshabitadas o no reivindicadas de América, Asia o África. Estas potestades eran similares a las de la Compañía Británica de las Indias Orientales, la cual, por su parte, se oponía a la creación de un rival escocés.
Se suscribió un capital de 40.000 libras esterlinas (se estima que suponían entre un cuarto y un tercio de la riqueza fiduciaria escocesa), únicamente en Escocia debido a un complot de los mercaderes ingleses (y del propio Gobierno inglés) que impidió ventas parciales en Ámsterdam o Hamburgo, como se preveía inicialmente.
En 1696, 2.500 colonos escoceses, distribuidos entre dos expediciones distintas, partieron para fundar una colonia en el Darién, en el istmo de Panamá. Dichos colonos eran antiguos soldados, marinos, así como los hijos segundones de la elite escocesa, que recibieron cada uno entre 50 y 150 acres de tierra. La colonia era regida por un comité, cuyo presidente rotaba cada dos semanas, lo que impedía en términos reales cualquier solución continuada a los problemas planteados en la Colonia. 
Entre dichos problemas, cabe mencionar una falta persistente de provisiones, consecuencia de las endémicas crisis de subsistencia en Escocia, diversas enfermedades como por ejemplo la malaria, o las malas condiciones climatológicas, sin olvidar la presencia de los españoles que reivindicaban los territorios en que se habían instalado los escoceses. Para terminar, para ser una colonia creada con la finalidad de comerciar con los buques que pasasen tanto por el océano Pacífico como por el Atlántico, la elección de las mercancías de que disponía seguramente no era la más adecuada: calzado, Biblias, vestidos elaborados con lana, pipas de arcilla, etc. 
La colonia no recibió jamás ayuda sea de la Corona sea de las colonias inglesas de las Antillas o de la Jamaica inglesa a pesar de la promesa hecha en el acta de 1695 por Guillermo III de Inglaterra y II de Escocia. Los escoceses tuvieron que enfrentarse a los asaltos españoles resistiendo con sus propios medios. En 1699, reclutaron a un capitán inglés procedente de Jamaica para atacar a los convoyes españoles, lo que resultó sin embargo poco efectivo. Poco después, los españoles organizaron una expedición de 500 hombres para expulsar a los escoceses. La expedición tuvo éxito, tanto más cuanto que la mayor parte de los colonos escoceses habían ya fallecido, por hambre y privaciones o por enfermedad.

## Darien, Georgia (1735)
Darien, fundada en 1735, fue una nueva colonia escocesa en la provincia inglesa de Georgia. Recibió su nombre como recuerdo de la fracasa tentativa colonial del istmo de Panamá. También recibió el nombre de New Inverness (Nueva Inverness).
Esta colonia fue fundada efectivamente en enero de 1736 por 177 escoceses de las Highlands (hombres, mujeres y niños) reclutados en una doble función de colonos y soldados por el general James Oglethorpe. El objetivo de la colonia era doble: no solo el establecimiento de una colonia, sino igualmente el de servir de tapón con respecto a los españoles instalados más al sur, coadyuvando así a la defensa de Georgia. Los escoceses rápidamente fundaron un conjunto de puestos o fuertes militares en la región y, tras algunas dificultades experimentadas con la agricultura, de concentraron en la cría de ganado y en ejercer como leñadores para lograr sobrevivir.
En 1739, 18 miembros de la colonia fueron firmantes de la primera petición contra la introducción de la esclavitud en Georgia como respuesta a los habitantes de Savannah, que habían solicitado el levantamiento de la prohibición de la esclavitud. La petición de los Highlanders logró su éxito durante un cierto tiempo, ya que la esclavitud no fue reintroducida en Georgia hasta diez años más tarde, en 1749.
A pesar de los conflictos entre los jacobitas y los partidarios de casa de Hannover, la colonia tuvo un éxito relativo, con la llegada de nuevos colonos en 1737 y 1741. No obstante, hubo numerosos conflictos con los españoles y con sus aliados indígenas. En octubre de 1739, los escoceses tomaron cinco fuertes españoles, e intentaron el asedio de San Agustín, fracasando. además, los escoceses fueron derrotados en la batalla de Fuerte Mosé, lo que provocó la muerte o captura de 51 escoceses. De todos modos, la colonia escocesa establecida en Georgia se mantuvo.